# Soldatenfriedhof an der Hildesheimer Straße

Bis 1926 langgestreckt parallel nebeneinanderliegend: Der Katholische Kirchhof und der Soldaten Kirchhof zwischen der Maschstraße und der Alten Hildesheimer Straße vor dem Aegidientor;
Plan von Hannover und Umgebung der Inspektoren Pentz und Bennefeld (Ausschnitt); Kupferstich von 1807 von Franz in Berlin

Der Soldatenfriedhof und der katholische Friedhof vor dem Gasthaus König von Hannover 1825 links der Hildesheimer Straße im Verlauf der heutigen Höltystraße;
Tuschzeichnung von 1825, unbekannter Künstler; Original im Besitz des Historischen Museums Hannover

Der Soldatenfriedhof an der Hildesheimer Straße auch Soldaten Kirchhof oder Invalidenfriedhof genannt, war ein Mitte des 17. Jahrhunderts angelegter Friedhof an der alten Hildesheimer Straße vor dem Aegidientor in der späteren Südstadt von Hannover.

## Geschichte und Beschreibung
Der älteste bekannte Friedhof für Invaliden des Kurfürstentums Braunschweig-Lüneburg war bis hinein in die Zeit des Dreißigjährigen Krieges „bei dem Kirchhofe der jüngeren Marienkapelle vor dem Ägidientore“ unterhalten worden, etwa am Beginn der späteren Prinzenstraße. Nach der Residenznahme Hannovers durch Herzog Georg, Fürst von Calenberg, im Jahr 1636 und dem folgenden kriegsbedingten Ausbau der Stadtbefestigung Hannovers wurde die Marienkapelle 1645 abgebrochen und der dortige alte Invalidenfriedhof aufgegeben zugunsten des Baues eines der Verteidigung dienenden großen Ravelins vor dem Aegidientor. Noch im selben Kriegsjahr 1645 wurde der neue Soldatenfriedhof an der alten Hildesheimer Straße angelegt, die noch mehr als zwei Jahrhunderte durch die später so benannte Höltystraße führte.
Direkt neben den Soldatenfriedhof wurde 1669, ebenfalls südlich und noch außerhalb der Stadtmauern, der Katholische Friedhof angelegt, der zu Beginn des Kurfürstentums Hannover im Jahr 1692 bis zur späteren Maschstraße hin erweitert wurde.
Während der Zeit des Königreichs Hannover entstand 1825 eine Tuschzeichnung, die eine beinahe ländliche Idylle vor den beiden nur durch ein offenes Holzgatter gesicherten Friedhöfe zeigt. Das durch Spaziergänger, Kutschfahrer und Berittene belebte Bildnis zeigt zudem den angrenzenden hochaufragenden Fachwerkbau der Ausspannwirtschaft König von Hannover: „Reisende, die nicht gemeldet werden wollten, pflegten hier in dem stattlichen Gasthof vor den Toren der Stadt abzusteigen“. Ebenfalls an der Chaussee nach Hildesheim fand sich auf einem gegenüberliegenden freien Feld ein Grenzstein, den der Zeichner mit der Jahreszahl 1825 versah.
Jeweils ein Teil der beiden parallel nebeneinander verlaufenden Friedhöfe wurde zugunsten der Anlage der neuen Abzweigung der Hildesheimer Straße aufgegeben, während die alte Straßenführung im Jahr 1865 ihren heutigen Namen Höltystraße erhielt.
Die verbliebenen Flächen des Katholischen und des Soldatenfriedhofes wurden im Jahr 1926 zur Bebauung freigegeben. Auf einem Teil davon entstand während der Weimarer Republik in der Zeit von 1926 bis 1929 der erste Büchereiturm in Deutschland durch den unter Karl Elkart errichteten Turm der Stadtbibliothek Hannover.
Zur Zeit des Nationalsozialismus wurde – parallel zum Bau des Maschsees – im Zuge der Gestaltung der Grünanlage um den Vogelteich, des späteren Vierthalerteichs, in die Südwand der Bastion am Arthur-Menge-Brunnen „zwei Grabsteine vom Soldatenfriedhof an der Hildesheimer Straße“ hineintransloziert: Der des Hof- und Feldtrompeters Bernhard Kreite (1614–1648) und derjenige für Johann Christian Schernhagen (* 1692).

## Verschollene Originalzeichnung
Das Original der 1825 datierten Tuschzeichnung der Situation vor dem Soldatenfriedhof gilt als verschollen. Ein Reproduktion nach einem Klischeedruck findet sich im Historischen Museum am Hohen Ufer.